# 东风4CK型柴油机车
东风4CK型柴油机车（DF4CK），即东风4C型5274、5275号机车，是中国铁路使用的干线客运柴油机车车型之一，于1999年由资阳内燃机车厂在东风4C型柴油机车基础上研制成功，但未有投入批量生产。机车采用A1A-A1A轴式，装用16V240ZJC型柴油机、TQFR-3000E型同步牵引发电机、ZD106型直流牵引电动机，机车标称功率为2940马力（2165千瓦），轴重21吨，最高速度为160公里/小时。

## 发展历史

### 开发背景
1998年，资阳内燃机车厂根据中国铁路客运提速的发展战略，决定开发研制一款满足市场需求的提速客运机车。鉴于1997年和1998年的前两次大提速，重点是放在中国东部地区，主要集中在京哈、京广、京沪、陇海四大干线，东风11型和东风4D型柴油机车已经成为繁忙干线提速的主力。资阳内燃机车厂将客运提速的方向选定为四大干线以外、占全国铁路三分之二里程的次级干线上。与此同时，乌鲁木齐铁路局正对新亚欧大陆桥组成部分之一的北疆铁路进行提速改造，资阳内燃机车厂与北疆铁路公司协商研制提速客运机车。考虑到东风11型和东风4D型柴油机车的功率限制，使其单机牵引大编组旅客列车（18～20节）时存在剩余加速能力不足，双机重联牵引时剩余功率又太多的问题，资阳内燃机车厂决定以东风4C型货运机车为基础，开发中等功率等级的东风4CK型客运机车，既可以单机用于牵引小编组的城际快速列车，或双机重联牵引大编组的快速旅客列车，运行速度达到140～160公里/小时。
1999年8月21日，首台东风4CK型客运机车在资阳内燃机车厂完工出厂。该型机车的主要特点为采用了A1A-A1A轴式，每台转向架前后两根车轴为动力轮对，中间车轴为从动轮对。机车采用轮对空心轴驱动装置，以及中部低位单拉杆牵引装置、抗蛇行减振器、单侧单元式基础制动装置等技术。机车装用一台与东风4C型货运机车相同的16V240ZJC型柴油机，装车功率为3600马力（2650千瓦）。传动系统采用与东风4D型机车相同的TQFR-3000E型同步牵引发电机，以及与东风11型机车相同的ZD106型直流牵引电动机。车体外观设计参考了东风11型机车。机车标称功率为2940马力（2165千瓦），轴重21吨，最高速度为160公里/小时。

### 试验过程
1999年9月3日，东风4CK型客运机车在乌鲁木齐铁路局管内进行首次提速试验，机车牵引12节空载客车在北疆铁路乌鲁木齐西至奎屯间进行提速平推检查，运行速度达到136公里/小时。根据机车在试验过程中发现的一些问题，该机车返厂经过拆检和改进后，于2000年2月至3月在中国铁道科学研究院北京环行铁道试验基地进行称重试验及牵引性能试验，并于京承铁路北京至洞庙河、京秦铁路北京至丰润间进行了动力学性能试验和单机制动距离试验，最高试验速度达178公里/小时。资阳内燃机车厂原计划将该型客运机车命名为东风4CK型柴油机车，但中国铁道部没有批准定型申请，亦从来没有采购该型机车的计划。因此，两台东风4CK型机车原型车的车辆编号，只能按东风4C型货运机车系列的编制，称之为东风4C型5274、5275号机车。

### 运用历史
试验完毕后，两台机车以较低的价格出售予三茂铁路公司，配属三水机务段并投入三茂铁路运用。两台机车在交付三茂铁路公司前，由资阳厂整修并按东风8B型机车涂装重新油漆，机车铭牌生产年份变为2001年与2002年。2004年，由于机车运行交路的调整，三茂铁路旅客列车大多改由广州机务段的东风4B型机车牵引，东风4CK型机车改为牵引茂名东至肇庆的8451/8452次普通旅客列车，以及石围塘至茂名的X247/248次行包快运列车。2007年4月，中国铁路第六次大提速后8451/8452次旅客列车停运，东风4CK型机车只用于牵引石围塘至茂名的行包快运列车。由于该型机车不是铁道部的定型产品，因此配件供应问题是机车正常运行的最大障碍。两台机车于2011年底改为段备机车，并于2013年初开始封存。2013年，广铁集团将5274号机车出售给洛阳机车厂，替代退役的北京型机车作为厂内调车机车，至2015年停用报废。截至2017年，5275号机车仍然在三水机务段内封存。

## 技术特点

### 总体布置
东风4CK型柴油机车是在东风4C型机车基础上研制的干线客运用的六轴柴油机车，柴油机和辅助系统的主要零部件能够与东风4C型机车通用。机车采用双司机室、内走廊式、全钢焊接结构的轻量化桁架式侧墙承载车体，司机室头型和车体外观设计参考了東風11型機車。两端设有同等功能的司机室，可双向操纵机车。机车总体布置与东风4C型机车大致相同，从前到后分别为第一司机室、电气室、动力室、冷却室、辅助室、第二司机室六个部分。
司机室内机车运行方向的左侧设有按人机工程学设计的司机操纵台、空气制动机的制动阀，右侧设有副司机座席及工具箱；司机室后部设有手制动装置手柄。电气室内设有电气控制柜、主硅整流柜、励磁整流柜和电阻制动柜等电气设备，由启动变速箱驱动的启动发电机、励磁机、测速发电机、前转向架牵引电动机通风机等辅助设备布置在电气室后部地板上，励磁整流柜、励磁调节器等设备布置在电气室后端隔墙上。动力室位于车体中部，安装了柴油发电机组、燃油输送泵、燃油滤清器、启动机油泵、机油热交换器、机油滤清器、膨胀水箱、预热锅炉等辅助设备。动力室左右两侧侧壁上各设有两个柴油机进气口，并采用V型波浪滤网、多旋流管式惯性滤清器、纸质滤清器组成三级空气滤清器，车体侧面上部还装有两台通风机将车内热风排出车外。
冷却室设有油水系统冷却装置，冷却室顶部装有V型结构的肋片扁管式铜散热器，以及两个直径相同的轴流式冷却风扇。机车设有两套独立的循环冷却水系统，分别为冷却柴油机的高温冷却水系统（12个散热器单节），以及冷却增压空气、机油、静液压传动油的低温冷却水系统（32个散热器单节），其中高温冷却水系统还采用高温加压冷却技术，通过提高冷却水沸点来提升散热能力。冷却室下方设有静液压变速箱、后转向架牵引电动机通风机、空气压缩机等，冷却风扇和牵引电动机通风机均由静液压马达传动。辅助室内设有预热锅炉、空气系统风源净化装置等设备。在车体下部两台转向架之间的空间，吊装着一个容积为6000升的燃油箱，以及铅酸蓄电池组和两个总风缸。机车制动系统使用JZ-7型空气制动机。

### 柴油机
东风4CK型柴油机车装用一台16气缸、四冲程、V型结构、直接喷射、开式燃烧室、废气涡轮增压、增压空气中间冷却的16V240ZJC型中速柴油机，采用整体铸造机体和合金钢锻压曲轴，使用江津增压器引进瑞士勃朗-包维利公司（BBC）专利生产的VTC254-13型增压器。气缸直径为240毫米，活塞行程为275毫米，额定转速为每分钟1000转，最低空载转速为每分钟430转，标定功率为4000马力（2940千瓦），装车功率为3600马力（2650千瓦）。柴油机根据司机控制器发出的指令，通过控制联合调节器配速机构上的步进电机，实现对柴油机的无级调速控制。

### 传动系统
东风4CK型柴油机车采用交—直流电传动装置，柴油机直接驱动一台交流同步发电机发出三相交流电，经由硅二极管组成的三相桥式整流装置整流为直流电后，输送给四台并联连接的ZD106型直流牵引电动机，通过传动齿轮驱动轮对。牵引发电机采用TQFR-3000E型三相交流同步发电机，额定容量为2911千伏安，额定电压为425／770伏特，额定电流为3955／2183安倍，额定转速为每分钟1000转，绝缘等级为H级，冷却方式为自通风式。牵引发电机由一个交流同步励磁机励磁，励磁机由柴油机通过启动变速箱驱动，其发出的交流电经励磁整流器转换为直流电后，给发电机的转子励磁绕组励磁。ZD106型牵引电动机为四极串励直流电动机，额定功率为530千瓦，额定电压为680伏特，额定转速为每分钟955转，定子及电枢绝缘等级均为H级，磁场削弱率为56%，冷却方式为强迫通风。机车并设有电阻制动，在电阻制动工况时牵引电动机变为他励直流发电机工作，发出的电流输入到车上两个电阻制动柜，将电能通过电阻器转化为热能消耗掉，最大制动功率为2541千瓦。

### 转向架
机车走行部为两台可互换的A1A轴式三轴转向架，每台转向架前后两根车轴为动力轮对，中间车轴为从动轮对。转向架采用钢板组焊成封闭式箱形结构的“目”字形构架，轴箱定位装置采用独立拉杆式弹性定位结构。弹簧悬挂装置分为一系和二系悬挂两部分。一系悬挂采用轴箱与构架之间的轴箱圆弹簧，以及在1、3、4、6轴装有并列的油压减震器。二系悬挂采用转向架构架与车体之间的高柔度圆弹簧加橡胶垫串联结构，并装有垂向、横向、抗蛇行减震器。牵引力和制动力通过位于转向架中部的低位推拉式单牵引杆装置传递，牵引点至轨面距离310毫米。牵引电动机采用单侧齿轮传动的轮对空心轴全悬挂驱动方式，齿轮传动比为2.62（76：29），最高运行速度为160公里/小时。基础制动方式为带闸瓦间隙自动调节器的单侧踏面制动。